# Electra posidoniae
Electra posidoniae är en mossdjursart som beskrevs av Marie Clément Gaston Gautier 1954. Electra posidoniae ingår i släktet Electra och familjen Electridae. Inga underarter finns listade i Catalogue of Life.